# Ненад Маслобар
Ненад Маслобар (сербохорв. Nenad Maslovar, нар. 20 лютого 1967) — югославський футболіст, що грав на позиції півзахисника.
Виступав, зокрема, за клуби «Црвена Звезда» та «ДЖЕФ Юнайтед», а також національну збірну Югославії.

## Клубна кар'єра
Народився в Которі, СР Чорногорія. У дорослому футболі дебютував у сезоні 1986/87 років виступами за команду клубу «Бокель» (Котор) у Другій лізі чемпіонату Югославії. У 1987 році перейшов до клубу «Спартак» (Суботиця), в якій провів три сезони, взявши участь у 31 матчі чемпіонату. 
Протягом 1990—1992 років захищав кольори команди клубу «Вележ».
Своєю грою за останню команду привернув увагу представників тренерського штабу клубу «Црвена Звезда», до складу якого приєднався 1992 року. Відіграв за белградську команду наступні два сезони своєї ігрової кар'єри. Більшість часу, проведеного у складі «Црвени Звезди», був основним гравцем команди. У 1993 році у складі клубу став володарем кубку Югославії.
1994 року виїхав до Японії та уклав контракт з клубом «ДЖЕФ Юнайтед», у складі якого провів наступні чотири роки своєї кар'єри гравця. Граючи у складі «ДЖЕФ Юнайтед» також здебільшого виходив на поле в основному складі команди.
Завершив професійну ігрову кар'єру у клубі «Авіспа Фукуока», за команду якого виступав протягом 1999 року.

## Виступи за збірну
12 червня 1997 року дебютував у складі національної збірної Югославії у переможному (3:1) матчі проти Гани. Протягом кар'єри у національній команді, яка тривала усього 1 рік, провів у формі головної команди країни 3 матчі. Останній поєдинок у футболці національної збірної зіграв 16 червня того ж року. У ньому югославська збірна на виїзді зіграла внічию (1:1) зі збірною Південної Кореї.

## Клубна статистика
| Клубні виступи | Клубні виступи     | Клубні виступи | Ліга  | Ліга | Кубок            | Кубок            | Кубок ліги      | Кубок ліги      | Загалом | Загалом |
| Сезон          | Клуб               | Ліга           | Матчі | Голи | Матчі            | Голи             | Матчі           | Голи            | Матчі   | Голи    |
| Югославія      | Югославія          | Югославія      | Ліга  | Ліга | Кубок Югославії  | Кубок Югославії  | Кубок ліги      | Кубок ліги      | Загалом | Загалом |
| -------------- | ------------------ | -------------- | ----- | ---- | ---------------- | ---------------- | --------------- | --------------- | ------- | ------- |
| 1988/89        | Спартак (Суботиця) | Перша ліга     | 14    | 1    |                  |                  |                 |                 | 14      | 1       |
| 1989/90        | Спартак (Суботиця) | Перша ліга     | 17    | 0    |                  |                  |                 |                 | 17      | 0       |
| 1989/90        | Вележ (Мостар)     | Перша ліга     | 8     | 0    |                  |                  |                 |                 | 8       | 0       |
| 1990/91        | Вележ (Мостар)     | Перша ліга     | 29    | 2    |                  |                  |                 |                 | 29      | 2       |
| 1991/92        | Вележ (Мостар)     | Перша ліга     | 16    | 5    |                  |                  |                 |                 | 16      | 5       |
| Сербія         | Сербія             | Сербія         | Ліга  | Ліга | Кубок Сербії     | Кубок Сербії     | Кубок ліги      | Кубок ліги      | Загалом | Загалом |
| 1992/93        | Црвена Звезда      | Перша ліга     | 29    | 5    |                  |                  |                 |                 | 29      | 5       |
| 1993/94        | Црвена Звезда      | Перша ліга     | 31    | 14   |                  |                  |                 |                 | 31      | 14      |
| Японія         | Японія             | Японія         | Ліга  | Ліга | Кубок Імператора | Кубок Імператора | Кубок Джей-ліги | Кубок Джей-ліги | Загалом | Загалом |
| 1994           | ДЖЕФ Юнайтед       | Джей-ліга      | 15    | 4    | 2                | 1                | 2               | 0               | 19      | 5       |
| 1995           | ДЖЕФ Юнайтед       | Джей-ліга      | 52    | 16   | 1                | 0                | -               | -               | 53      | 16      |
| 1996           | ДЖЕФ Юнайтед       | Джей-ліга      | 17    | 4    | 1                | 0                | 10              | 3               | 28      | 7       |
| 1997           | ДЖЕФ Юнайтед       | Джей-ліга      | 17    | 9    | 2                | 0                | 4               | 3               | 23      | 11      |
| 1998           | ДЖЕФ Юнайтед       | Джей-ліга      | 27    | 8    | 1                | 0                | 6               | 6               | 34      | 14      |
| 1999           | Авіспа Фукуока     | Джей-ліга      | 22    | 4    | 0                | 0                | 2               | 0               | 24      | 4       |
| Країна         | Югославія          | Югославія      | 84    | 8    |                  |                  |                 |                 | 84      | 8       |
| Країна         | Сербія             | Сербія         | 60    | 19   |                  |                  |                 |                 | 60      | 19      |
| Країна         | Японія             | Японія         | 150   | 45   | 7                | 1                | 24              | 12              | 181     | 58      |
| Загалом        | Загалом            | Загалом        | 294   | 72   | 7                | 1                | 24              | 12              | 345     | 85      |

## Статистика у збірній
| національна збірна Сербії | національна збірна Сербії | національна збірна Сербії |
| Рік                       | Матчі                     | Голи                      |
| ------------------------- | ------------------------- | ------------------------- |
| 1997                      | 3                         | 0                         |
| Загалом                   | 3                         | 0                         |

## Досягнення
- Кубок Югославії
  -  Володар (1): 1993